# Pierre Pujol
Pierre Pujol (Bordéus, 13 de julho de 1984) é um voleibolista profissional francês.

## Carreira
Pierre Pujol é membro da seleção francesa de voleibol masculino. Em 2016, representou seu país nos Jogos Olímpicos de Verão no Rio de Janeiro, que ficou em 9º lugar.